# موتور ایکس‌یو پی‌اس‌ای
موتور ایکس‌یو پی‌اس‌ای (انگلیسی: PSA XU engine) خانواده‌ای از موتورهای درون‌سوز هستند که در خودروهای سیتروئن و پژو استفاده می‌شود.  سری ایکس‌یو در دهه ۸۰ و ۹۰ میلادی(حداقل ۳۰ سال قبل)، موتور استفاده‌شده در بیشتر خودروهای اندازه متوسط پژو-سیتروئن بود. یکی از قابل‌توجه‌ترین موتورهای این خانواده، ایکس‌یو۷ است که در دامنه گسترده‌ای از خودروهای تولید ایران استفاده می شود و می توان گفت که در عصر خودش انقلابی در پیشرانه های صنعت خودرو سازی ایران بود که از آن در خودرو هایی از جمله: پژو ۴۰۵، پژو پارس، سمند، سورن (l3 و l4)و زانتیا (l4) استفاده شد.
موتور انژکتوری XU7jpk با کد L6A برای اولین بار بر روی پژو پارس عرضه شد و دارای بیشینه توان ۷۰ کیلووات (معادل ۹۷ اسب بخار) و گشتاور ۱۴۸ نیوتن متر در دور ۲۸۰۰ بود. سپس نمونه بهبود یافته L6A یعنی موتور Xu7jpL3 با کد LFZ دارای بیشینه توان ۷۴ کیلووات (۱۰۱ اسب بخار) و بیشینه گشتاور ۱۵۳ نیوتن متر در دور ۳۰۰۰ بر روی پژو پارس سال، سمند ال‌ایکس و ۴۰۵ نصب شد. همچنین موتور XU7jp4L4 با کد LFY با بیشینه توان ۸۴ کیلووات (۱۱۰ اسب بخار) و بیشینه گشتاور ۱۵۵ نیوتن متر در دور ۴۲۵۰ بر روی پژو پارس ئی‌ال‌ایکس، سمند سریر و سیتروئن زانتیا ۱٫۸ نصب شد.
موتور XUM (بهبود یافته LFZ) با حجم ۱۹۰۵ سی‌سی (به اشتباه ۲۰۰۰ خوانده می‌شود) و بیشینه قدرت ۱۰۵ اسب بخار و ۱۵۵ نیوتن‌متر گشتاور، روی پارس ئی‌ال‌ایکس (مدل های ۱۳۹۲ الی ۱۳۹۶) نصب شد.
| مدل             | قدرت                             | یادداشت                              |
| --------------- | -------------------------------- | ------------------------------------ |
| XU7 jpL3 (LFZ)  | 101 اسب بخار 153 نیوتن‌متر گشتاور | سوخت رسانی انژکتوری با مبدل کاتالیست |
| XU7 jp4L4 (LFY) | ۱۱۰ اسب بخار ۱۵۵ نیوتن‌متر گشتاور | سوخت رسانی انژکتوری با مبدل کاتالیست |
| XUM             | ۱۰۵ اسب بخار ۱۵۵ نیوتن‌متر گشتاور | سوخت‌رسانی انژکتوری با مبدل کاتالیست  |

ضعیف‌ترین موتور این خانواده، «XU5-1C» بود که ۱/۶ لیتر حجم داشت و دارای توان ۷۹ اسب‌بخاری بود. قدرتمندترین موتور این سری، «XU8 T Evo 2» بود که با ۱/۸ لیتر، می‌توانست قدرت بیشینه ۵۹۲ اسب‌بخاری تولید کند.
موتورهای خانواده ایکس‌یو از ایکس‌یو۵ تا ایکس‌یو۹ دارای بوش تر به همراه بلوک آلومینیمی و موتور ایکس‌یو۱۰ دارای بلوک چدنی است. همه این موتورها به صورت مایل و با شیب ۳۰ درجه بر روی خودروهای متوسط پژو و سیتروئن قابل نصب هستند.